# Los lobos de Washington
Pour plus de détails, voir Fiche technique et Distribution.
Los lobos de Washington est un film espagnol réalisé par Mariano Barroso, sorti en 1999.

## Synopsis
Miguel et Alberto mettent en place un plan pour voler de l'argent à leur ex patron.

## Fiche technique
- Titre : Los lobos de Washington
- Réalisation : Mariano Barroso
- Scénario : Juan Cavestany
- Musique : Bingen Mendizábal
- Photographie : Néstor Calvo
- Montage : Pablo Blanco
- Production : Francisco Ramos
- Société de production : Antena 3 Televisión, Aurum, Canal+ España, Pinguin Films et Sociedad General de Televisión
- Pays :  Espagne
- Genre : Action et thriller
- Durée : 94 minutes
- Dates de sortie : 
  -  Espagne : 27 août 1999

## Distribution
- Javier Bardem : Alberto
- Eduard Fernández : Miguel
- José Sancho : Claudio
- Ernesto Alterio : Pablo
- Alberto San Juan : Antonio
- Vicenta N'Dongo : Elena
- Alicia Cifredo : Dolores
- Íñigo Garcés : Paquito
- Javivi : Rafael
- María Pujalte : Sara

## Distinctions
Le film a été nommé au prix Goya du meilleur espoir masculin pour Eduard Fernández.